# Kroatiska självständighetskriget
Kroatiska självständighetskriget utkämpades 1991-1995 mellan styrkor lojala mot den kroatiska regeringen — som hade förklarat sin självständighet från Socialistiska federationen Jugoslavien (SFR Jugoslavien) — och den serb-kontrollerade Jugoslaviska folkets armé (JNA) och lokala serbiska styrkor, där JNA upphörde sina militäroperationer i Kroatien 1992. I Kroatien kallas kriget i första hand "Hemlandskriget" (Domovinski rat) och även som "Storserbiska aggressionen" (Velikosrpska agresija). I serbiska källor är "Kriget i Kroatien" (Rat u Hrvatskoj) den vanligaste termen.
Inledningsvis var det ett krig mellan kroatiska polisen och serber som bodde i Republiken Kroatien. Då JNA kom under större serbiskt inflytande i Belgrad, började många av dess enheter hjälpa serberna strida i Kroatien. Den kroatiska sidan siktade på att upprätta en suverän stat oberoende av Jugoslavien, och serberna, stödda av Serbien, motsatte sig utbrytning och ville att Kroatien skulle förbli en del av Jugoslavien. Serberna sökte nya gränser i områdena av Kroatien med serbisk majoritet eller betydande minoritet, och försökte att erövra så mycket av Kroatien som möjligt. Målet var främst att stanna kvar i samma skick med resten av den serbiska nationen, vilket tolkades som ett försök att bilda ett "Storserbien" av kroater (och bosniaker). År 2007 lämnade Internationella krigsförbrytartribunalen för det forna Jugoslavien (ICTY) en fällande dom mot Milan Martić, en av de serbiska ledarna i Kroatien, och påstod att han var i maskopi med Slobodan Milošević och andra för att skapa en "enad serbisk stat". År 2011 beslutade ICTY att de kroatiska generalerna Ante Gotovina och Mladen Markač var en del av ett gemensamt kriminellt företag i den militära och politiska ledningen i Kroatien vars mål var att köra ut Krajinaserberna ur Kroatien i augusti 1995 och återbefolka området med kroatiska flyktingar. De båda generalerna överklagade den fällande domen och den 16 november 2012 fann rätten dem oskyldiga till samtliga åtalspunkter. Rätten avfärade idén om att det skulle ha förekommit ett "gemensamt kriminellt företag" i syfte att fördriva den serbiska befolkningen ur landet och de båda generalerna försattes omedelbart på fri fot.
I början av kriget försökte JNA att kraftfullt hålla Kroatien i Jugoslavien genom att ockupera hela Kroatien. Efter att de misslyckat att göra detta, etablerade serbiska styrkor den självutnämnda Serbiska republiken Krajina (RSK) inom Kroatien. I slutet av 1991, var mestadels av Kroatien allvarligt drabbat av krig, med många städer och byar svårt skadade i militära operationer, och resten försörjde hundratusentals flyktingar. Efter eldupphör i januari 1992 och internationellt erkännande av Republiken Kroatien som en suverän stat, förankrades de främre frontlinjerna, United Nations Protection Force (UNPROFOR) sattes in, och strider blev i stor del oregelbundet återkommande under de följande tre åren. Under den tiden omfattade RSK 13 913 kvadratkilometer, mer än en fjärdedel av Kroatien. År 1995 startade Kroatien två stora offensiver som kallades Operation Blixt och Operation Storm, som effektivt skulle avsluta kriget till sin fördel. Den återstående United Nations Transitional Authority for Eastern Slavonia, Baranja and Western Sirmium (UNTAES) zonen återintegrerades fredligt i Kroatien 1998.
Kriget slutade med en total kroatisk seger, då Kroatien uppnådde de mål man hade förklarat i början av kriget: självständighet och bevarande av dess gränser. Dock var mycket av Kroatien ödelagt, uppskattningsvis 21-25% av dess ekonomi förstördes och uppskattningsvis USD $37 miljarder i skadad infrastruktur, förlorad produktionstillverkning och flykting-relaterade kostnader. Det totala antalet döda på båda sidor var cirka 20 000, och det fanns flyktingar fördrivna på flykt på båda sidor någon gång: kroater mestadels i början av kriget och serber mestadels i slutet. Medan många människor återvände och Kroatien och Serbien samarbetade allt mer med varandra på alla nivåer, kommer viss skada att bestå på grund av domar av Internationella krigsförbrytartribunalen för det forna Jugoslavien och stämningar mot varandra, samt territoriella tvister över öarna Vukovarska ada och Šarengradska ada som utvecklats från kriget.

## Bakgrund
I slutet av 1980-talet försvagades kommunistregimerna i Öst- och Centraleuropa. Allt fler människor krävde kommunistregeringarnas avgång och införande av en demokratisk ordning vilket kom att symboliseras av rivningen av Berlinmuren 1989. Dessa omvälvningar kom att drabba även det dåvarande Jugoslavien där det regerande kommunistpartiet i slutet av 1980 förlorade sin politiska auktoritet till förmån för de nationalistiska rörelser som växt fram i de olika delrepublikerna som utgjorde Jugoslavien. I den serbiska provinsen Kosovo hade den albanska majoriteten länge känt sig försummad och diskriminerad av den federala administrationen samtidigt som den serbiska minoriteten klagade över att den blivit trakasserad av albanerna som i allt högre grad började kräva republikstatus inom den Jugoslaviska federationen . I de mer välmående delrepublikerna Slovenien och Kroatien höjdes allt starkare krav på decentralism och demokrati. Serbien, lett av Slobodan Milošević, förespråkade istället centralism och enpartistyre genom det jugoslaviska kommunistpartiet. De serbiska provinserna Kosovo och Vojvodina hade sedan år 1974 haft autonomi men detta avskaffades 1989 av Slobodan Milošević vilket ökade rädslan i Slovenien och Kroatien för att Serbien skulle komma stärka sin roll inom Jugoslavien och allt fler röster inom de två delrepublikerna talade om frigörelse från federationen.

## Utbrytningen (1990-1991)
Under 1989 hade flera nya partier bildats i Kroatien. Ett av dem var Kroatiska demokratiska unionen (Hrvatska demokratska zajednica, förkortat HDZ), som var ett nationalistiskt parti lett av den numera framlidne Franjo Tuđman.
Tuđman och HDZ förespråkade ett självständigt och demokratiskt Kroatien vilket involverade ett utbrytande från Jugoslavien. Detta gav honom ett stort stöd hos den kroatiska befolkningen som gjorde att HDZ gick vinnande ur det första pluralistiska valet i Kroatien på flera årtionden och man fick nu i uppdrag att bilda ny regering.
Den 30 maj 1990 sammanträdde det kroatiska parlamentet för första gången och president Tuđman meddelade då sina planer för en ny grundlag och radikala förändringar av Kroatiens politik och inställning till Jugoslavien. Händelserna skapade oro hos Serbiens ledare Slobodan Milošević men han var än så länge motvillig att ingripa på ett hårdare sätt.
Till följd av HDZ:s framgångar blev serberna i Kroatien upproriska. Detta gällde särskilt de serber som var bosatta i Krajina (ett område längs gränsen till Bosnien-Hercegovina) där serberna var i majoritet i många kommuner. Serberna i Kroatien tillhörde majoritetsbefolkningen i Jugoslavien och ogillade tanken på att de skulle kunna förvandlas till en minoritet i ett framtida självständigt Kroatien.
Rädslan bland serberna steg när Ustašaveteraner från andra världskriget återvände från exil och sågs som hjältar. Serbiska rebeller beväpnade sig och började blockera vägarna i Krajina med stockar i något som skulle bli känt som "Stockrevolutionen". Under rättegången mot Milan Martićs kallades Milan Babić som vittne och denne hävdade att han blivit lurad av Martić att gå med på "stockrevolutionen"; något som hade planlagts av Belgrad och att det var det som hade provocerat fram konflikten. Kroatiska specialstyrkor sändes till Knin i Krajina för att återställa ordningen men jugoslaviska arméns (JNA) stridsplan tvingade de helikopterburna styrkorna att vända om. Den kroatiska regeringen tog ingripandet som ett bevis på att regeringen i Belgrad nu öppet tog rebellernas sida i konflikten.
Hatet mellan kroater och serber eskalerade och de två folken kände sig mer som rivaler än grannar. Politiska nationalister från båda sidor piskade upp en hatisk stämning med hjälp av propaganda. På den serbiska sidan rekryterades kommandosoldater, bland annat från nationalistiska supporterskaror (fotboll) i Belgrad. Flera incidenter som till slut ledde till krig inträffade under 1990 och 1991. Mest känd av dessa är "Plitvices blodiga påsk".
Kroatiska myndigheter började nu beväpna polisen och sina specialstyrkor militärt och gav dem militär träning. Enligt den jugoslaviska författningen tilläts Kroatien inte att ha en egen armé. Trots detta kunde Tuđman, som hade många kontakter utomlands, föra in omfattande mängder vapen från utlandet tack vare hemliga överenskommelser med Ungern, Tyskland och Italien. En stor del smugglades in med privatbilar via den kroatisk-ungerska gränsen. Kroatisk militär började agera allt hårdare mot de serbiska motståndsmännen som blockerade vägar och utförde sabotage. JNA:s stridsvagnar och infanteri öppnade i sin tur eld mot kroatisk polis och militär som försökte gripa rebellerna. Enligt Borisav Jović, talare i det serbiska parlamentet, ville Belgrad placera ut serbiska styrkor i Krajina för att "provocera kroaterna till att svara, för att senare ta tillbaka områdena".
I april 1991 beordrade Tuđman att specialpolisen skulle byta namn till Zbor Narodne Garde (Allmänna folkgardet). Den 9 april meddelade han att Kroatien hade fått sin första officiella armé som inte var bunden till JNA vilket försämrade den redan tryckta stämningen mellan Kroatien och Jugoslavien. Milosević krävde att Zbor Narodne Garde skulle avväpnas vilket ignorerades av Tuđman och en väpnad konflikt verkade bli allt mer trolig.
Den 25 juni 1991 förklarade sig Kroatien (och Slovenien) självständigt från Jugoslavien. Strider mellan kroatisk militär och serbiska rebeller utbröt genast efter självständighetsförklaringen. Då Tyskland veckan efter erkände Kroatien som självständig stat angrep även JNA Kroatien vilket bidrog till en eskalering av kriget.

## Självständighetskriget (1991-1992)

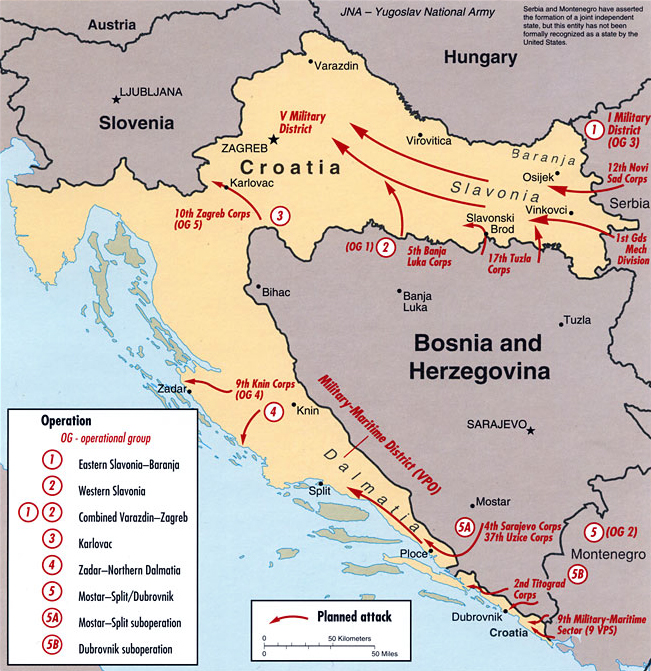
JNA:s anfallsplan.

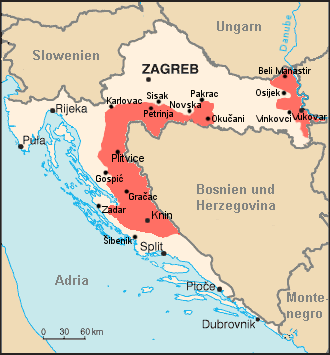
Områdena som Republika Srpska Krajina tog under 1991-1992.

Fullskaligt krig mellan den kroatiska och jugoslaviska armén (JNA), tillsammans med andra proserbiska styrkor, utbröt i början av augusti och JNA intog stora områden. JNA:s taktik gick ut på att använda överlägsen eldkraft med stridsflyg och artilleri innan man avancerade med stridsvagnar och infanteri. Trots detta led JNA betydande förluster. De kroatiska styrkorna gjorde envist och överraskande hårdnackat motstånd men kunde inte hindra JNA:s avancemang.
I början av augusti 1991 belägrade JNA den strategiskt viktiga staden Vukovar som låg längs den serb-kroatiska gränsen. Därmed inleddes slaget om Vukovar. Staden försvarades av 2 000 kroatiska soldater som ställdes mot över 36 000 serbiska soldater, 700 stridsvagnar och beväpnade fordon som backades upp av stora mängder flyg och artilleri. De inledande anfallen var oframgångsrika med stora förluster som resultat. JNA-generalen Panić beslutade då att man skulle inta Vukovar med tunga vapen och beordrade omfattande flyg- och artillerianfall. Nära 1 000 000 granater föll över Vukovar innan och under striderna. Den 10 september 1991 hade Vukovar omringats av JNA, som nu hade skurit av alla kommunikationer mellan staden och omvärlden, vilket lämnade de 2 000 försvararna utan någon som helst assistans. Läget för de kroatiska försvararna blev allt mer desperat under oktober och november. Den 18 november föll Vukovar efter tre månaders strider. De serbiska förlustsiffrorna är väldigt knappa, osäkra och uppskattningara varierar. Enligt JNA:s officiella siffror förlorade de 1 103 döda, 2 500 sårade, 110 stridsvagnar och 3 stridsplan nedskjutna. Enligt officiella siffror var de kroatiska förlusterna 879 döda och 777 sårade. Slaget följdes av Vukovarmassakern då serbiska styrkor mördade uppemot 200 kroatiska soldater och civila.
Vid slutet av november hade de serbiska separatisterna och JNA:s styrkor ockuperat cirka en tredjedel av Kroatiens territorium. Vid denna tidpunkt, om inte tidigare, började båda sidor utföra etniska rensningar av de områden de hade kontroll över. Kroater i de serbiska områdena mördades eller fördrevs och samma sak hände med serber på den kroatiska sidan. Samtidigt började flyktingsituationen också bli svår. Mellan augusti 1991 och mars 1992 flydde eller fördrevs 196 000 kroater från de serbockuperade områdena.
I Krajina hade serbiska rebeller tagit stora delar av området och utropat en egen stat vid namn Serbiska republiken Krajina, RSK. I Knin och andra städer och byar runt om i Krajina utkämpades intensiva strider mellan kroatisk militär och de serbiska separatisterna. Området föll i slutändan till de serbiska rebellerna som understöddes av JNA. RSK:s styrkor fortsatte med att avancera in i norra och västra Dalmatien. Staden Dubrovnik belägrades under oktober av JNA, som sköt en stor mängd granater mot staden, dess hamn och historiska delar. Internationell media hade uppmärksammat konflikten och den massiva förstörelsen som förorsakats i städer som Vukovar och Dubrovnik påverkade EU att införa sanktioner mot Serbien i oktober 1991.
Striderna fortsatte och kulminerade vid mitten av december. Staden Osijek anfölls av JNA under december men försvaret hade förstärkts tack vare tiden man fick under slaget om Vukovar. Under december erkände en rad länder Kroatien, däribland Litauen, Lettland, Ukraina, Island, Vatikanen, Italien, Österrike och Sverige.
Det tjugonde och sista FN-sponsrade vapenvilaförslaget kom i slutet av januari 1992. Båda parterna skrev på vapenvilan. FN:s fredsstyrkor skickades för att överse vapenvilan. JNA började dra tillbaka sina styrkor från Kroatien. Vid tidpunkten då vapenvilan skrevs under kontrollerade RSK ungefär en tredjedel av Kroatiens territorium. Kroatien fick medlemskap i FN den 22 maj 1992.

## Instabil vapenvila (1992-1995)
Mellan 1992 och 1995 förekom fortfarande sporadiska strider mellan de stridande parterna även om de var mindre intensiva och inte lika fullskaliga som de som föregick 1991. Av västvärlden hade Jugoslavien setts som angriparen, medan Kroatien hade fått mycket stöd och sympati från väst och framförallt USA. Flera mindre militära operationer genomfördes av den kroatiska armén för att underlätta för de städer, däribland Zadar och Gospić, som utsattes för sporadiska artilleriattacker från de serbiska separatisterna. En av dessa operationer var Operation Maslenica.
Under tiden rasade kriget i Bosnien. Cirka 225 000 bosnienkroater och 280 000 bosniaker flydde till det relativt säkra Kroatien under 1992 och 1993. Dessa massiva flyktingströmmar orsakade svåra ansträngningar på Kroatiens ekonomi och infrastruktur. Kroatien stödde bosnienkroaterna i Bosnien och gav dess väpnade styrkor Kroatiska försvarsrådet (HVO) militärt och finansiellt stöd.

## Kroatiska offensiver (1995)

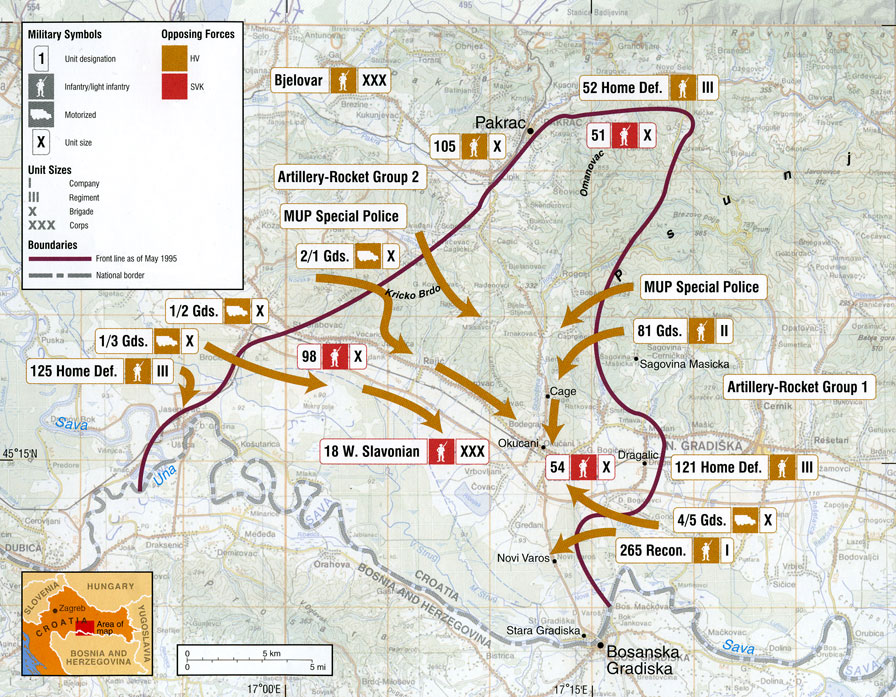
Operation Blixt.

I maj 1995 utbröt fullskaligt krig ännu en gång. RSK hade förlorat stöd från Serbien, mycket på grund av internationell press på Serbien och Milosević. Kroatien hade i sin tur fått militärt och finansiellt stöd av USA. Den 1 maj 1995 anföll den kroatiska armén serbhållna områden i västra Slavonien. Offensiven som kallades Operation Blixt varade i tre dagar och blev en framgång för den kroatiska armén. Serbiska styrkor svarade med att bomba Zagreb med raketer.
Tidigt på morgonen den 4 augusti 1995 inledde den kroatiska armén den betydligt mer ambitiösa offensiven Operation Storm med mål att återta all mark som förlorats till de serbiska separatisterna under striderna 1991. RSK kollapsade snabbt och efter bara fyra dagar, den 8 augusti, hade operationen avslutats. Omkring 150 000-200 000 serber flydde eller fördrevs från Krajina i en av krigets värsta flyktingssituationer. Operationen avslutade i praktiken kriget i Kroatien och ett formellt slut sattes på både kriget i Kroatien och kriget i Bosnien med undertecknandet av Daytonavtalet den 14 december 1995. I ett separat fredsavtal, kallat Erdutavtalet, enades den kroatiska regeringen och representanter för de serbiska separatisterna att de sista serbhållna områdena i östligaste Kroatien, längs med gränsen till Serbien, fredligt skulle integreras med Kroatien den 15 januari 1998.

## Fotnoter
1. ↑  Det fanns ingen formell krigsförklaring. Den första väpnade konflikten av kriget var slaget vid Pakrac den 1 mars 1991,[1] följt av incidenten vid Plitvicesjöarna den 31 mars 1991, när de första dödsfallen inträffade.[2] Den sista stora stridsoperationen var Operation Storm den 5-8 augusti 1995.[3] Formellt upphörde fientligheterna då Erdutavtalet undertecknades den 12 november 1995.[4]
2. ↑  Det fanns också några konflikter i Bosnien och Hercegovina, särskilt i slutet av 1994 och början av 1995. Bland dessa var den mest märkbara under Cincar,[5] och Operation Vinter '94.[6][7]
3. ↑  Tre månader efter RSK:s militära nederlag i Operation Storm,[3] undertecknades det FN-stödda Erdutavtalet mellan kroatiska och RSK-myndigheter den 12 november 1995.[4] Enligt avtalet skulle en tvåårig övergångsperiod råda, som senare förlängdes med ett år, under vilken det återstående ockuperade kroatiska territoriet skulle överföras till kroatiska regeringens kontroll. Avtalet genomfördes av UNTAES och avslutades år 1998.[8]
4. ↑  Inledningsvis var SAO Krajina, SAO Västra Slavonien och Östra Slavonien, Baranja och västra Srem separata entiteter som stred individuellt mot den kroatiska regeringen. Från och med den 19 december 1991 blev SAO en del av RSK.[9]
5. ↑  Efter alla forna jugoslaviska delrepubliker förutom Serbien och Montenegro förklarat sig självständiga, förklarade de två skapandet av en nytt land—Förbundsrepubliken Jugoslavien—den 27 april 1992, och upplöste JNA strax därefter.[10] Serbisk-kontrollerade enheter av JNA deltog i striderna under hela 1991 och fram till maj 1992 i stöd för Serbiska republiken Krajina.[11]
6. ↑  Mellan 1992 och 1994 var Republika Srpska intermittent inblandad i kroatiska militära operationer, främst genom tillhandahållande av militära medel och annat stöd till RSK, enstaka flygräder startades från flygbasen Mahovljani nära Banja Luka, och allra mest påtagligt genom artilleriattacker mot ett antal städer i Kroatien, särskilt Slavonski Brod, Županja och Dubrovnik.[12][13]
7. ↑  Som bestäms av Badinters skiljedomskommitté, upplöstes SFR Jugoslavien under kriget.[14] Den 25 juni 1991 förklarade det kroatiska parlamentet Kroatiens självständighet, efter en folkomröstning som hölls i maj.[15] Beslutet sköts upp i tre månader;[16] deklarationen trädde i kraft den 8 oktober 1991 och Kroatien var inte längre en del av Jugoslavien.[17]
8. ↑  Bosnien och Hercegovina var särskilt betydelsefullt för kriget i slutet av 1994 och 1995. I enlighet med Washingtonavtalet bildades Federationen Bosnien och Hercegovina som en subenhet till Republiken Bosnien och Hercegovina (RBiH) som representerade både de etniska grupperna bosnierkroater och bosniaker (bosnienmuslimer). Det betydande var att Washingtonavtalet tillät specifikt kroatiska armén att gå in Bosnien och Hercegovina, vilket möjliggjorde operationerna Cincar och Vinter '94 mot armén i Republika Srpska, utflankerade RSK:s huvudstad Knin och skapade en ny strategisk situation innan de avgörande striderna i kriget.[18]
9. ↑  6 222 döda i regionen Krajina enligt Dražen Živić[19] och 1 279 jugoslaviska armésoldater enligt officiella jugoslaviska dokument